# Seznam vrcholů v Pieninách

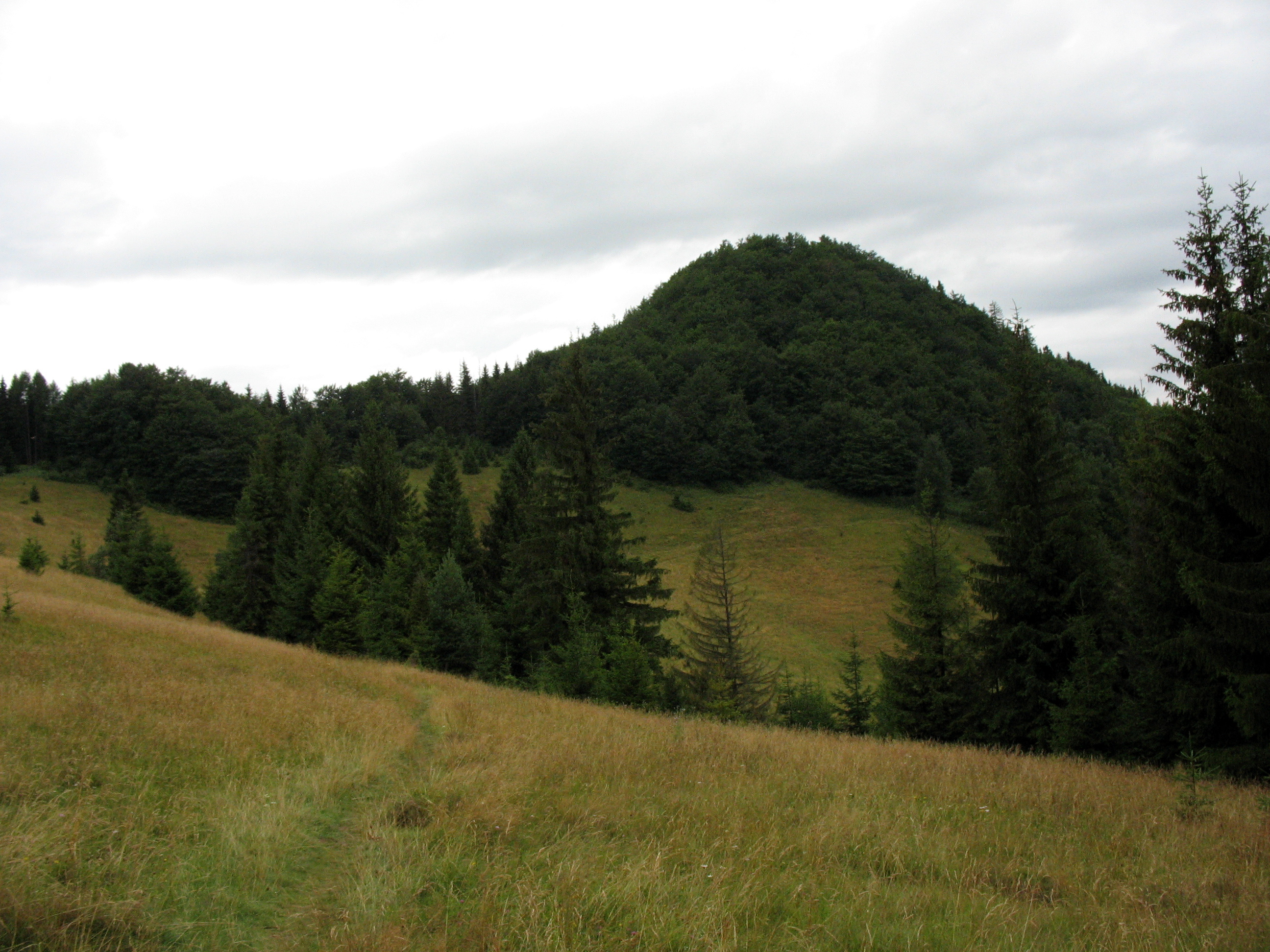
Vysoké Skalky (1050 m)

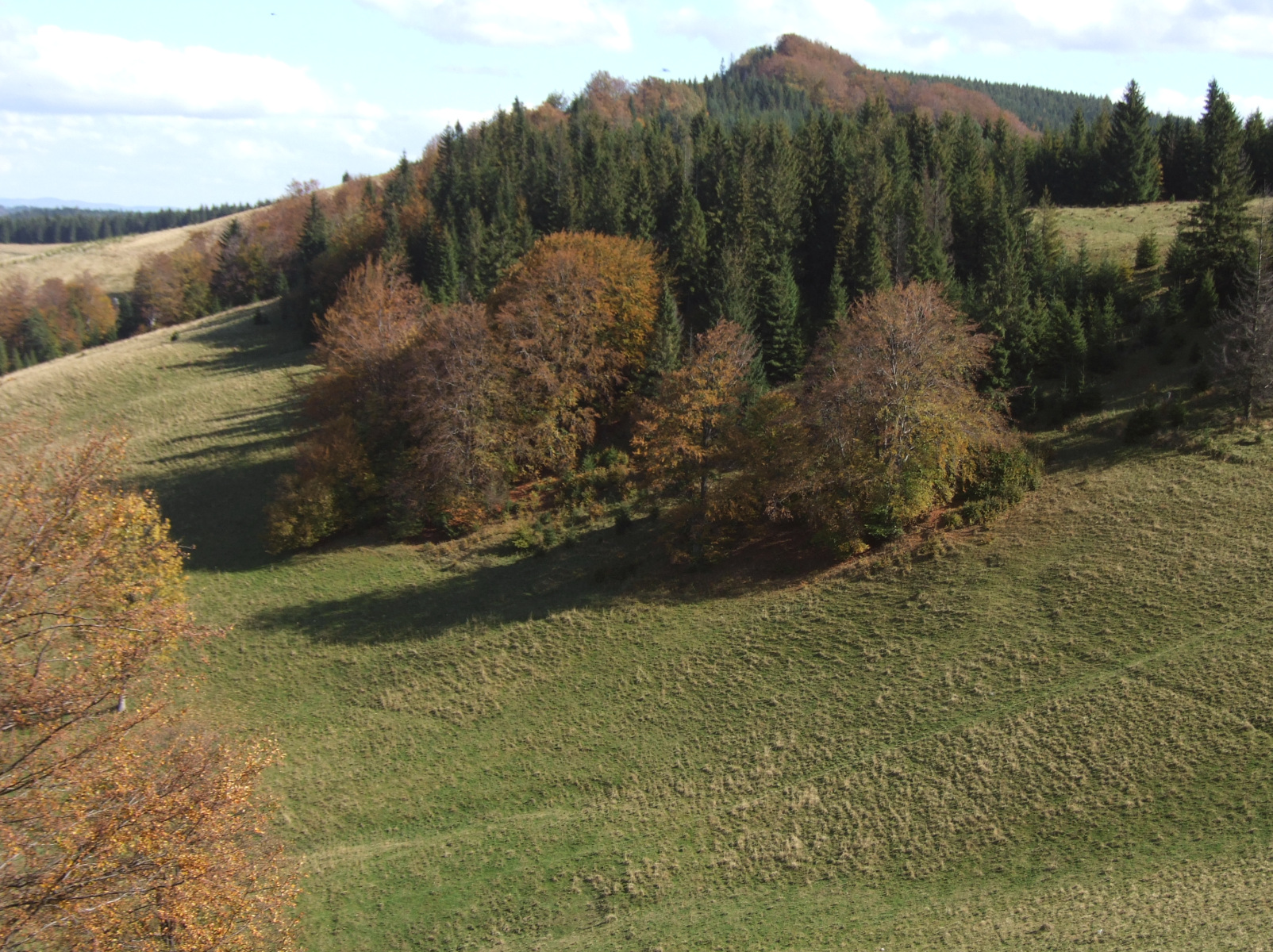
Vysoká (1013 m)

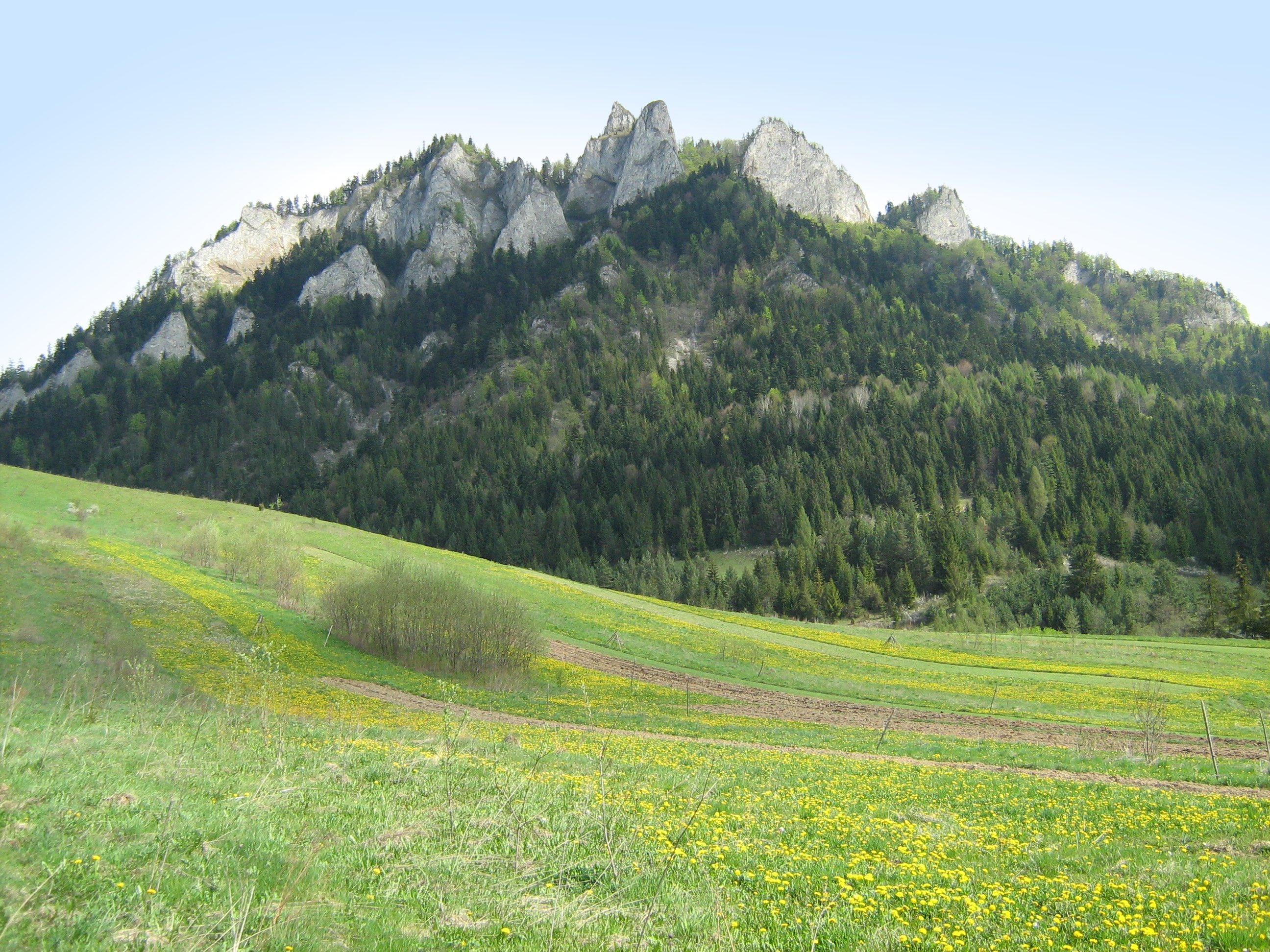
Trzy Korony (982 m)

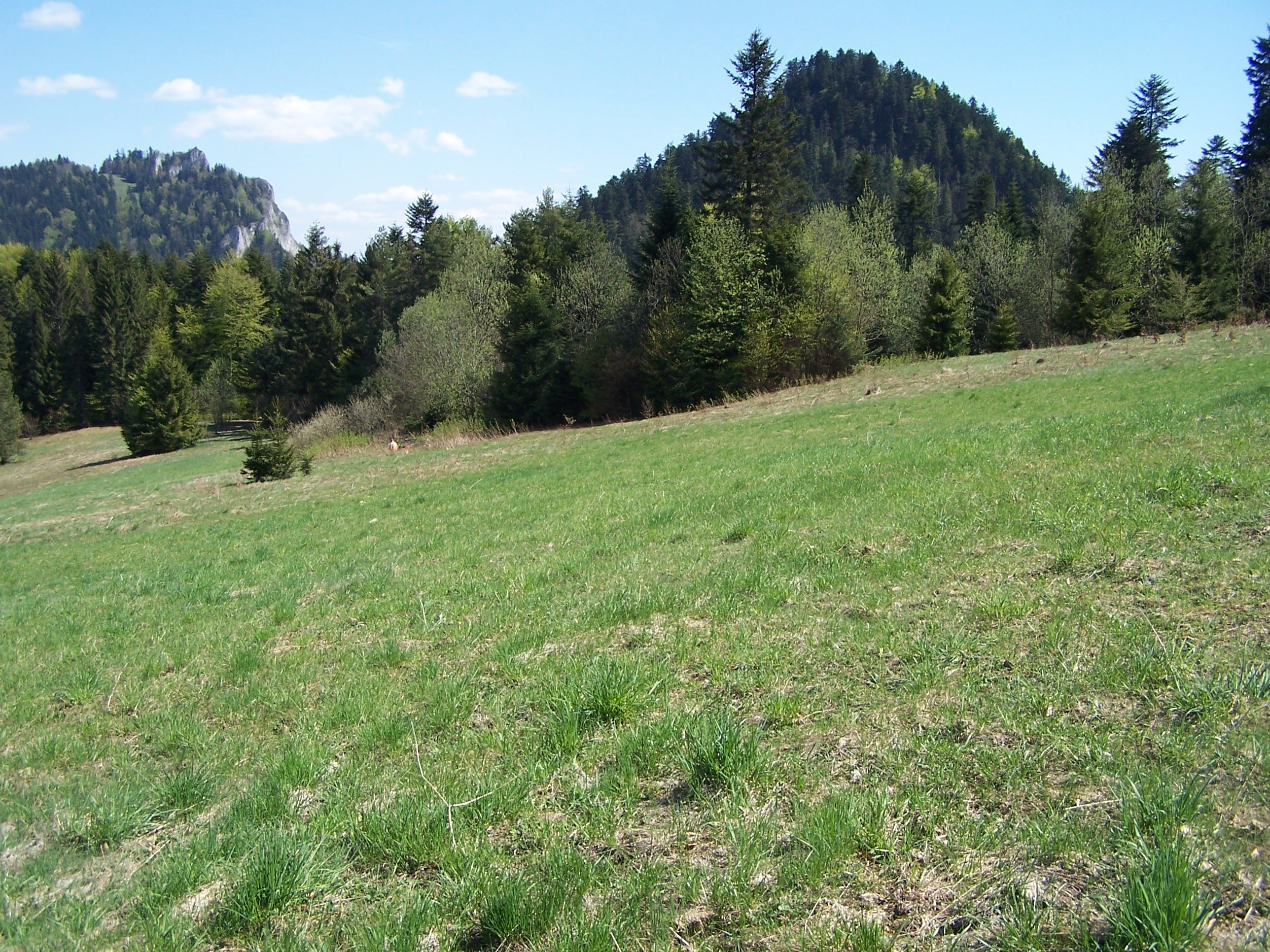
Nowa Góra (902 m)

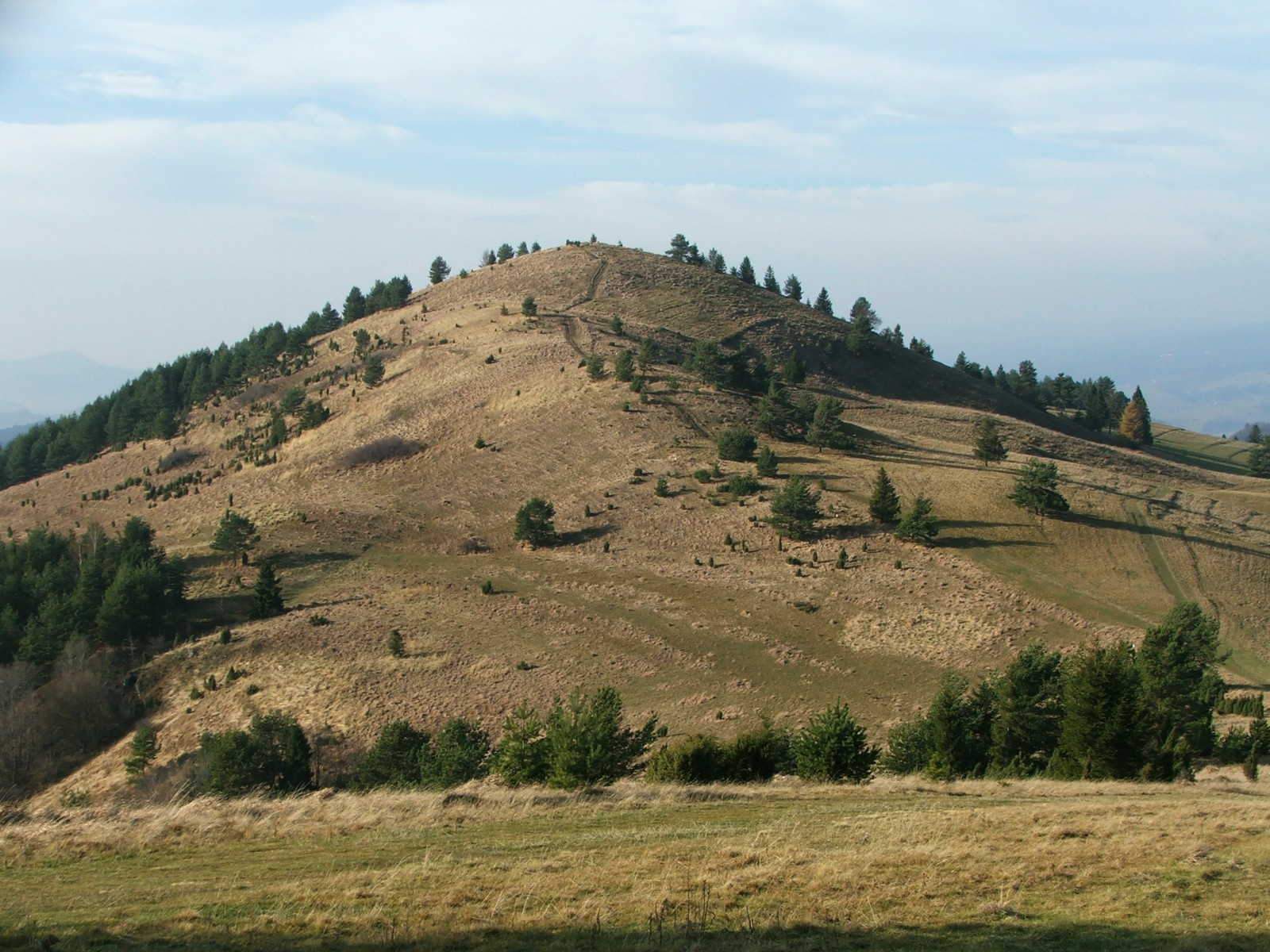
Šlachovky (899 m)

Seznam vrcholů v Pieninách zahrnuje pojmenované pieninské vrcholy s nadmořskou výškou nad 700 m. K sestavení seznamu bylo použito map dostupných na stránkách hiking.sk.

## Seznam vrcholů
| #   | Vrchol        | Výška (m) | Souřadnice                       | Stát               | Přístup                                            |
| --- | ------------- | --------- | -------------------------------- | ------------------ | -------------------------------------------------- |
| 1.  | Vysoké Skalky | 1050      | 49°22′49″ s. š., 20°33′20″ v. d. | Slovensko / Polsko | modrá turistická značka · zelená turistická značka |
| 2.  | Vysoká        | 1013      | 49°22′33″ s. š., 20°34′38″ v. d. | Slovensko / Polsko | modrá turistická značka                            |
| 3.  | Trzy Korony   | 982       | 49°24′50″ s. š., 20°24′51″ v. d. | Polsko             | modrá turistická značka                            |
| 4.  | Vrchriečky    | 966       | 49°22′59″ s. š., 20°35′32″ v. d. | Slovensko / Polsko | modrá turistická značka                            |
| 5.  | Watrisko      | 960       | 49°23′04″ s. š., 20°34′44″ v. d. | Polsko             | neznačeno                                          |
| 6.  | Kýčera        | 954       | 49°22′32″ s. š., 20°32′56″ v. d. | Slovensko          | neznačeno                                          |
| 7.  | Fakľovka      | 934       | 49°22′23″ s. š., 20°36′13″ v. d. | Slovensko          | neznačeno                                          |
| 8.  | Repowa        | 917       | 49°23′19″ s. š., 20°34′36″ v. d. | Polsko             | neznačeno                                          |
| 9.  | Nowa Góra     | 902       | 49°24′52″ s. š., 20°23′48″ v. d. | Polsko             | neznačeno                                          |
| 10. | Šlachovky     | 899       | 49°23′36″ s. š., 20°30′49″ v. d. | Slovensko / Polsko | žlutá turistická značka                            |
| 11. | Plašná        | 889       | 49°23′12″ s. š., 20°27′21″ v. d. | Slovensko          | červená turistická značka                          |
| 12. | Macelak       | 857       | 49°25′12″ s. š., 20°22′31″ v. d. | Polsko             | modrá turistická značka                            |
| 13. | Rabštín       | 842       | 49°23′50″ s. š., 20°30′17″ v. d. | Slovensko / Polsko | neznačeno                                          |
| 14. | Holica        | 828       | 49°24′27″ s. š., 20°26′48″ v. d. | Slovensko          | neznačeno                                          |
| 15. | Vysoký vrch   | 805       | 49°22′46″ s. š., 20°31′27″ v. d. | Slovensko          | neznačeno                                          |
| 16. | Flaki         | 803       | 49°25′04″ s. š., 20°21′08″ v. d. | Polsko             | neznačeno                                          |
| 17. | Veľká hora    | 801       | 49°20′52″ s. š., 20°37′10″ v. d. | Slovensko          | neznačeno                                          |
| 18. | Macelowa Góra | 800       | 49°24′33″ s. š., 20°23′03″ v. d. | Polsko             | neznačeno                                          |
| 19. | Zamkowa Góra  | 799       | 49°25′12″ s. š., 20°25′13″ v. d. | Polsko             | modrá turistická značka                            |
| 20. | Jarmuta       | 794       | 49°24′40″ s. š., 20°30′22″ v. d. | Polsko             | neznačeno                                          |
| 21. | Lužná skala   | 773       | 49°24′22″ s. š., 20°29′33″ v. d. | Slovensko / Polsko | modrá turistická značka                            |
| 22. | Czertezik     | 772       | 49°25′21″ s. š., 20°26′06″ v. d. | Polsko             | modrá turistická značka · zelená turistická značka |
| 23. | Kozia Góra    | 771       | 49°25′25″ s. š., 20°22′04″ v. d. | Polsko             | modrá turistická značka                            |
| 24. | Breśnik       | 757       | 49°23′54″ s. š., 20°34′23″ v. d. | Polsko             | neznačeno                                          |
| 25. | Kira          | 757       | 49°24′55″ s. š., 20°23′20″ v. d. | Polsko             | neznačeno                                          |
| 26. | Sokolica      | 747       | 49°25′03″ s. š., 20°26′27″ v. d. | Polsko             | modrá turistická značka                            |
| 27. | Groń          | 743       | 49°25′36″ s. š., 20°21′56″ v. d. | Polsko             | neznačeno                                          |
| 28. | Šafranovka    | 742       | 49°24′49″ s. š., 20°28′34″ v. d. | Slovensko / Polsko | modrá turistická značka · žlutá turistická značka  |
| 29. | Bajków Groń   | 716       | 49°25′32″ s. š., 20°24′45″ v. d. | Polsko             | modrá turistická značka · žlutá turistická značka  |
| 30. | Łysa Góra     | 713       | 49°25′23″ s. š., 20°20′01″ v. d. | Polsko             | neznačeno                                          |
| 31. | Goła Góra     | 712       | 49°24′36″ s. š., 20°23′30″ v. d. | Polsko             | neznačeno                                          |
| 32. | Krupianka     | 708       | 49°24′07″ s. š., 20°32′06″ v. d. | Polsko             | neznačeno                                          |
| 33. | Bystrzyk      | 704       | 49°24′54″ s. š., 20°27′25″ v. d. | Slovensko / Polsko | neznačeno                                          |